# Stubičke Toplice
Stubičke Toplice (tyska: Stubica-Töplitz) är en kommun och ort i norra Kroatien. Kommunen har 2 814 invånare (2011) varav 1 843 invånare bor i centralorten. Stubičke Toplice ligger i Krapina-Zagorjes län, 38 kilometer norr om Zagreb, och är en kurort med termalbad.

## Historia
År 1209 omnämns orten som Teplitz bey Stubicza för första gången i ett skrivet dokument. Kommunen och ortens historia är starkt förknippad med termalbaden. 1776 öppnade den första allmänna bassängen med termalvatten och 1811 öppnade den första spabyggnaden.

## Orter och demografi
Till kommunen hör följande 4 samhällen. Siffrorna på antalet invånare är från folkräkningen 2011:
| Samhälle         | Antal invånare |
| ---------------- | -------------- |
| Pila             | 176            |
| Sljeme           | 22             |
| Strmec Stubički  | 773            |
| Stubičke Toplice | 1843           |

### Fotnoter
1. 1 2 3  ”Census of Population, Households and Dwellings 2011, First Results by Settlements” (på engelska och kroatiska) ( PDF). Kroatiska statistiska centralbyrån. Arkiverad från originalet den 19 augusti 2014. https://web.archive.org/web/20140819030849/http://www.dzs.hr/Hrv_Eng/publication/2011/SI-1441.pdf. Läst 26 oktober 2013.
2. ↑  Stubicketoplice.hr Arkiverad 3 december 2013 hämtat från the Wayback Machine. – Kommunens officiella webbplats (kroatiska)
3. ↑  Stubicketoplice.hr Arkiverad 2 december 2013 hämtat från the Wayback Machine. – Kommunens officiella webbplats (engelska)